# 千
千 (1 000)  est un idéogramme composé de 3 traits, fondé sur 十 (dix). Il est notamment utilisé en tant que sinogramme et kanji. Il fait partie des kyōiku kanji de 1re année.
Le sinogramme se lit qiān en pinyin.
Il se lit セン (sen) en lecture on et ou ち (chi) en lecture kun.

## Utilisation
Ce kanji est souvent utilisé comme un chiffre (voir 
一,
二,
三,
四,
五,
六,
七,
八,
九,
十,
百,
千,
万), il sert à compter en japonais.